# Henri Valois
Henri Valois (Henricus Valesius; * 10. September 1603 in Paris; † 7. Mai 1676 ebenda)  war ein französischer Philologe und Historiker. Bedeutend waren seine kritischen Editionen spätantiker griechischer Kirchenhistoriker, denen er lateinische Übersetzungen und umfangreiche Kommentare beifügte. Sie stellten eine erhebliche Verbesserung der damals bereits existierenden Ausgaben dar und blieben bis ins 20. Jahrhundert maßgeblich.

## Leben
Die wichtigste Quelle für die Biographie von Henri Valois ist jene Vita, die von seinem jüngeren Bruder Adrien Valois (1607–1692) niedergeschrieben und erstmals 1677 in Paris als Anhang zu einem Nachdruck der von Henri Valois verfassten lateinischen Übersetzungen antiker Kirchenhistorien publiziert wurde. Von dieser Biographie sind die modernen Darstellungen von Valois’ Leben großteils abhängig.
Henri Valois entstammte einer nahe Bayeux und Lisieux ansässigen normannischen Adelsfamilie. Sein Großvater erreichte durch in Paris betriebene Handelsunternehmungen einen gewissen Wohlstand. Valois studierte bei den Jesuiten zuerst in Verdun und anschließend am Collège de Clermont in Paris, wo er Rhetorik-Unterricht bei Denis Pétau bekam. Von 1622 bis 1624 studierte er Rechtswissenschaft in Bourges und kehrte dann nach Paris zurück, wo er gemäß den Wünschen seines Vaters, aber entgegen seiner eigenen Neigung sieben Jahre als Anwalt tätig war. Nach Wiedererlangung seiner Freiheit nahm er die ihn besonders interessierenden Studien klassischer antiker Werke wieder auf.
Nicolas-Claude Fabri de Peiresc hatte auf Zypern eine Handschrift aus der Sammlung des byzantinischen Kaisers Konstantin VII. Porphyrogennetos über Tugend und Laster erworben. Aus diesem Manuskript exzerpierte Valois zahlreiche bisher nicht bekannte Fragmente antiker griechischer Geschichtsschreiber und veröffentlichte sie unter dem Titel Polybii, Diodori Siculi … Nicolai Damasceni, Dionysii Halicarnassii, Appiani, Alexandri, Dionis et Ioannis Antiocheni excerpta (1634). Ferner gab er das Geschichtswerk des Ammianus Marcellinus unter dem Titel Ammiani Marcellini rerum gestarum libri XVIII (1636) mit einem ausführlichen Anmerkungsapparat heraus. In diese Edition nahm er auch ein auf Latein verfasstes Exzerpt aus zwei anonymen antiken Historien auf, das nach ihm Anonymus Valesianus benannt wurde. 1681 publizierte sein Bruder Adrien eine Neubearbeitung dieser Edition.
1650 beauftragte die französische Klerikerversammlung Valois mit der Herausgabe der Werke antiker Kirchenhistoriker, nachdem der Erzbischof von Toulouse, Charles de Montchal, diese Aufgabe hatte zurücklegen müssen. Daraufhin edierte Valois Eusebius’ Kirchengeschichte sowie dessen Vita und Panegyrikus des Konstantin und Konstantins Rede in der Versammlung (Eusebii Pamphili ecclesiasticae historiae libri decem. Ejusdem de Vita imp. Constantini libri IV, quibus subjicitur Oratio Constantini ad sanctos et Panegyricus Eusebii, 1659). Der Text wurde durch eine neue lateinische Übersetzung, gelehrte Anmerkungen sowie vier Dissertationen über den Donatismus, Anastasius, die Septuaginta und das römische Martyrologium ergänzt. 1668 legte Valois eine Ausgabe der Kirchengeschichten von Sokrates Scholastikos und Sozomenos unter dem Titel Socratis Scholastici et Hermiae Sozomeni historia ecclesiastica vor. 1673 erschien seine Edition entsprechender Werke von Theodoret, Euagrios Scholastikos sowie den Exzerpten aus Philostorgios und Theodorus Lector: Theodoriti,... et Evagrii Scholastici Historia ecclesiastica. Item excerpta ex historiis Philostorgii et Theodori Lectoris.
Zuerst hatte Valois nur über die bescheidenen, ihm von seinem Vater hinterlassenen Mittel verfügen können, aber später erhielt er Pensionen von dem Präsidenten de Mesmes, dem französischen Klerus, Kardinal Mazarin und König Ludwig XIV. Diese finanziellen Zuwendungen sicherten ihm die nötige Muße für seine Arbeiten und die Unterstützung durch einen Gehilfen, da sein Sehvermögen beeinträchtigt war und er schon 1637 mit seinem rechten Auge nichts mehr sehen konnte. 1662 wurde bei ihm eine Star-Operation durchgeführt, die aber nur bei einem Auge erfolgreich verlief. Im Alter von 60 Jahren heiratete er 1664 die junge Marguerite Chesneau, mit der er vier Söhne und drei Töchter hatte.
Die Leistung von Valois auf dem Gebiet der Altertumswissenschaft war bedeutend, obwohl er häufig über nur unzulängliche Handschriften verfügte. Seine Kritik war meist treffsicher, und seine Anmerkungen stellen ein ausgezeichnetes Zeugnis französischer Gelehrsamkeit des 17. Jahrhunderts dar. Valois stand mit den bedeutendsten Gelehrten seiner Zeit in Verbindung, behielt sich aber stets seine Freiheit ihrer Beurteilung vor. Er schrieb die Grabreden für Jacques Sirmond, Pierre Depuy und Denis Pétau. Auch verfasste er lateinische Gelegenheitsgedichte. Er starb 1676 im Alter von 72 Jahren in Paris.